# Lijst van beelden in Kampen
Dit is een (onvolledige) chronologische lijst van beelden in Kampen. Onder een beeld wordt hier verstaan elk driedimensionaal kunstwerk in de openbare ruimte van de Nederlandse gemeente Kampen, waarbij beeld wordt gebruikt als verzamelbegrip voor sculpturen, standbeelden, installaties, gedenktekens en overige beeldhouwwerken.
Voor een volledig overzicht van de beschikbare afbeeldingen zie: Beelden in Kampen op Wikimedia Commons.
| Geplaatst   | Omschrijving                                                    | Kunstenaar                                               | Straat                             | Plaats       | Materiaal             | Afbeelding |
| ----------- | --------------------------------------------------------------- | -------------------------------------------------------- | ---------------------------------- | ------------ | --------------------- | ---------- |
| 1627        | Gevelbeelden                                                    | onbekend                                                 | Vloeddijk 39                       | Kampen       | steen                 |            |
| 1714        | Reliëf op de Nieuwe Toren                                       | onbekend                                                 | Oudestraat                         | Kampen       | steen                 |            |
| 1714 ?      | Bekroning poort van de Nieuwe Toren                             | onbekend                                                 | Oudestraat                         | Kampen       | steen                 |            |
| 1933 - 1938 | Karel de Grote en Alexander de Grote                            | Johan Polet                                              | Oudestraat                         | Kampen       | steen                 |            |
| 1933 - 1938 | Matigheid en Trouw                                              | Johan Polet                                              | Oudestraat                         | Kampen       | steen                 |            |
| 1933 - 1938 | Gerechtigheid en Weldadigheid                                   | Johan Polet                                              | Oudestraat                         | Kampen       | steen                 |            |
| 1936/2009   | Heilig Hartbeeld                                                | Stan de Reuder (ontwerp) en Leonardo Patty (uitvoering)  | RK-begraafplaats IJsselmuiden      | IJsselmuiden | steen                 |            |
| 1948        | Monument voor Wilhelmina en Juliana                             | Schokbeton (zuil), machinefabriek 'de IJssel' (armatuur) | Bolwerk/Ebbingestraat              | Kampen       | brons                 |            |
| 1949        | oorlogsmonument                                                 | Hildo Krop                                               | Park De la Sablonière              | Kampen       | natuursteen           |            |
| 1954        | jongen                                                          | Pieter Starreveld                                        | Troelstrasingel                    | Kampen       | brons                 |            |
| 1955        | Smekende handen                                                 | Martin van Waning                                        | Stadsplantsoen                     | Kampen       | brons                 |            |
| 1956        | Paljas                                                          | André Schaller                                           | Stadspark                          | Kampen       | brons                 |            |
| 1965        | zonder titel                                                    | Paul van Gysegem                                         | Park De la Sablonière              | Kampen       | aluminium             |            |
| 1967        | Fluisterende kinderen                                           | Jan Asjes van Dijk                                       | Populierenstraat                   | Kampen       | brons                 |            |
| 1971        | Job                                                             | Carel Kneulman                                           | Stadsplantsoen                     | Kampen       | brons                 |            |
| 1974        | De wonderbare visvangst                                         | Gooitzen de Jong                                         | Jan Ligthartstraat                 | Kampen       | brons                 |            |
| 1973        | De Wegwijzer                                                    | Joop Haffmans                                            | Winde 37                           | Kampen       | staal                 |            |
| 1977        | Dorpspomp                                                       | onbekend                                                 | Brink                              | Wilsum       | Steen en gietijzer    |            |
| 1980        | De Kamper Koe                                                   | Jits Bakker                                              | Oude Raadhuisplein                 | Kampen       | brons                 |            |
| 1982        | De Lantaarndrager                                               | Thomas Rodr                                              | Koornmarktspoort, zijde IJsselkade | Kampen       | brons                 |            |
| 1982        | Penelope                                                        | Jan Snoeck                                               | Engelenbergplantsoen               | Kampen       | keramiek              |            |
| 1982        | De Bleker                                                       | Klaas van den Berg                                       | Zoddepark                          | IJsselmuiden | brons                 |            |
| 1983        | De Touwslager                                                   | Klaas van den Berg                                       | Zoddepark                          | IJsselmuiden | brons                 |            |
| 1984        | Monument Dr. W.J. Kolff                                         | Norman Burkett                                           | Engelenbergplantsoen               | Kampen       | brons, aluminium      |            |
| 1987        | De Hoefsmid                                                     | Klaas van den Berg                                       | Muntplein                          | Kampen       | brons                 |            |
| 1991        | Schokkermonument                                                | Norman Burkett                                           | IJsselkade, nabij Buitenhaven      | Kampen       | brons                 |            |
| 1991        | De jongen met de vis                                            | onbekend                                                 | Park De la Sablonière              | Kampen       | brons                 |            |
| 1991        | Laatste Bever                                                   | Hermieneke Schaeffer                                     | Kerkplein                          | Zalk         | brons                 |            |
| 1992/1993   | "VICE VERSA" of Luchtspiegeling                                 | John Spek                                                | Flevoweg                           | Kampen       | roestvast staal       |            |
| 1995        | De Zaaiers                                                      | Carla Vrendenberg                                        | Heultjesweg                        | Kampereiland | brons                 |            |
| 1995        | Fortitudo                                                       | Nicolas Dings                                            | Europa-allee                       | Kampen       | staal                 |            |
| 1996        | Genezing                                                        | Paul Keizer                                              | Engelenbergplantsoen               | Kampen       | staal, beton          |            |
| 1998        | De nettenboeter                                                 | Carla Vrendenberg                                        | Buitenhaven                        | Kampen       | brons                 |            |
| 2000        | Werk                                                            | Irma Horstman                                            | Park De la Sablonière              | Kampen       | brons                 |            |
| 2004        | De Kubustoren                                                   | Marijke de Goey                                          | Burg. Berghuisplein                | Kampen       | staal                 |            |
| 2004        | Catootje                                                        | Peter Leijenaar                                          | Botermarkt                         | Kampen       | brons                 |            |
| 2005        | De maten van wonen                                              | Koos Kroon                                               | Herman Krebbersplantsoen           | Kampen       | staal                 |            |
| 2013        | Zonnewijzer In Uw licht, zien we het licht                      | Gera van der Leun                                        | Koornmarkt                         | Kampen       | brons en gegoten glas |            |
| 2013        |                                                                 |                                                          | 1e Ebbingestraat                   | Kampen       |                       |            |
| 2014        | een Social Sofa                                                 | Inwoners van Kampen                                      | IJsselkade                         | Kampen       | betonmozaïek          |            |
| 2014        | Social Sofa                                                     | Inwoners van Kampen                                      | IJsselkade                         | Kampen       | betonmozaïek          |            |
| 2014        | Jan Beeldsnijder                                                | Henk Nyenhuis                                            | Oudestraat/Vispoort                | Kampen       | gevelschildering      |            |
| 2016        | Voorstelling zat boven het oude koetshuis aan de Gasthuisstraat | Michiel van Ommen                                        | Burgwal 45                         | Kampen       | Bianco del Mare       |            |
| ?           | De zaaier                                                       | onbekend                                                 | Dorpsweg                           | IJsselmuiden | steen                 |            |
| ?           | Kamper steur                                                    |                                                          | Nabij de stadsbrug over de IJssel  | Kampen       |                       |            |